# Bitva o Loznici (1941)
Bitva o Loznici (srbsky Битка за Лозницу/Bitka za Loznicu) byl ozbrojený střet mezi jednotkami Wehrmachtu, který od dubna 1941 okupoval Jugoslávii a některými zbylými jednotkami královské jugoslávské armády (JVuO, též četnici).
Po porážce jugoslávské královské armády v dubnu 1941 využili někteří její velitelé jarních a letních měsíců roku 1941 k reorganizaci armádní struktury, získání nových sympatizantů a čekání na vhodnou příležitost, kdy by mohli zahájit úder na okupační německé vojsko. Dne 30. srpna se někteří z představitelů četnického vojska (Dragoslav Račić, Đorđe Bojić, Lazar Savić, Ratko Martinović, Nikola Gordić a Veselin Misita) sešli v klášteře Tronoša, který se nacházel nedaleko Loznice. Setkání byl přítomen i britský zástupce Herbart Muller; Velká Británie byla na začátku léta 1941 v boji proti nacistickému Německu osamocená a vítala jakoukoliv pomoc, která by jí mohla být v Evropě poskytnuta. Do čela vojenské operace proti Němcům byl vybrán podplukovník Veselin Misita.
Ráno, dne 31. srpna vyslali četnici signál německým vojákům, aby se vzdali a když odmítli, byl vydán rozkaz k útoku. Četnici měli oproti Němcům značnou přesilu; jejich Jadarská divize disponovala 1600 muži ve zbrani, Na útok bylo vyčleněno 500 lidí. Proti nim se mohlo bránit jen cca 100 Němců, kteří tvořili loznickou posádku. Pro ně mohla být posila dalších 300 lidí, kteří se v okamžik začátku ozbrojeného střetu nacházeli v nedalekém městě Banja Koviljača.
Boje o Loznici probíhaly celý den; Němci se stáhli do budovy gymnázia (dnes tato stavba slouží jako kulturní dům), odkud se pokoušeli ostřelovat četnické vojsko. Přestože do večera dokázali Srbové Němce porazit, padl jejich velitel Veselin Misita. Po skončení boje zaslal nadporučík Đorđe Bojić telegram vrchnímu velení četnické armády na Ravnou goru. Dragoljub Mihajlović byl z výsledku boje nadšen. Úspěch však byl ojedinělý; podobný útok na město Bogatić, o který se četnici pokusili ve stejný den, skončil nezdarem.
Loznická bitva měla nemalý význam pro srbské povstání proti fašistům. Dragoljub Mihajlović si byl vědom rizika, které mohou představovat komunisté, a považoval proto za nezbytné převzít iniciativu. Titovi partyzáni sice vstoupili do ozbrojeného boje proti fašistům již na začátku června 1941 (povstáním ve městě Bela Crkva), nicméně se soustředili zatím jen na sabotáže a jiné záškodnické akce. Mihajlović se obával, že by komunisté mohli napadnout Loznici před ním a získat tak cenné politické body.
Vojenský střet v Loznici byl největší vojenskou akcí JVuO (četniků) v jejich boji proti Němcům. Pro četniky se stal Misita hrdinou a mučedníkem, který byl v následujících létech glorifikován.